# Liste der Einträge im National Register of Historic Places in Somerville (Massachusetts)

Lage des Middlesex County in Massachusetts

Die Liste der Einträge im National Register of Historic Places in Somerville in Massachusetts führt alle Bauwerke, National Historic Landmarks und Historic Districts in Somerville auf, die in das National Register of Historic Places aufgenommen wurden.
Die vorliegende Liste wurde aufgrund der Vielzahl an Einträgen in Somerville ausgelagert und ist integraler Bestandteil der Liste der Einträge im National Register of Historic Places im Middlesex County.

## Legende
| NRHP | Historic Place    |
| HD   | Historic District |

## Aktuelle Einträge
| [ 2 ] | Name                                                                  | Bild                                                                  | Eintragsdatum                          | Lage                                                            | Ort        | Beschreibung                                      |
| ----- | --------------------------------------------------------------------- | --------------------------------------------------------------------- | -------------------------------------- | --------------------------------------------------------------- | ---------- | ------------------------------------------------- |
| 1     | Adams-Magoun House                                                    | weitere Bilder                                                        | 18. Sep. 1989 ID-Nr. 89001239          | 438 Broadway 42° 23′ 46″ N, 71° 6′ 3″ W                         | Somerville |                                                   |
| 2     | Charles Adams-Woodbury Locke House                                    | Charles Adams-Woodbury Locke House                                    | 18. Sep. 1989 ID-Nr. 89001240          | 178 Central St. 42° 23′ 39″ N, 71° 5′ 59″ W                     | Somerville |                                                   |
| 3     | Alewife Brook Parkway                                                 | Alewife Brook Parkway                                                 | 13. März 2004 ID-Nr. 04000249          | Alewife Brook Parkway 42° 24′ 34,4″ N, 71° 7′ 50,1″ W           | Somerville | Erstreckt sich bis nach Cambridge.                |
| 4     | Clifton Bacon House                                                   | Clifton Bacon House                                                   | 18. Sep. 1989 ID-Nr. 89001244          | 27 Chester St. 42° 23′ 39,5″ N, 71° 7′ 25,6″ W                  | Somerville |                                                   |
| 5     | Walter S. and Melissa E. Barnes House                                 | Walter S. and Melissa E. Barnes House                                 | 8. März 1990 ID-Nr. 89001266           | 140 Highland Ave. 42° 23′ 17″ N, 71° 6′ 12″ W                   | Somerville |                                                   |
| 6     | Bow Street Historic District                                          | Bow Street Historic District                                          | 26. März 1976 ID-Nr. 76000274          | Bow St. 42° 22′ 53″ N, 71° 5′ 54″ W                             | Somerville |                                                   |
| 7     | S. E. Brackett House                                                  | S. E. Brackett House                                                  | 18. Sep. 1989 ID-Nr. 89001252          | 63 Columbus Ave. 42° 22′ 54″ N, 71° 5′ 43″ W                    | Somerville |                                                   |
| 8     | Broadway Winter Hill Congregational Church                            | weitere Bilder                                                        | 18. Sep. 1989 ID-Nr. 89001238          | 404 Broadway 42° 23′ 42″ N, 71° 5′ 58″ W                        | Somerville |                                                   |
| 9     | James H. Brooks House                                                 | James H. Brooks House                                                 | 18. Sep. 1989 ID-Nr. 89001251          | 61 Columbus Ave. 42° 22′ 54″ N, 71° 5′ 42″ W                    | Somerville |                                                   |
| 10    | Martin W. Carr School                                                 | weitere Bilder                                                        | 5. Juli 1984 ID-Nr. 84002530           | 25 Atherton St. 42° 23′ 5″ N, 71° 6′ 28″ W                      | Somerville |                                                   |
| 11    | Central Library                                                       | Central Library                                                       | 18. Sep. 1989 ID-Nr. 89001274          | 79 Highland Ave. 42° 23′ 9″ N, 71° 5′ 40″ W                     | Somerville |                                                   |
| 12    | Z. E. Cliff House                                                     | Z. E. Cliff House                                                     | 18. Sep. 1989 ID-Nr. 89001280          | 29 Powder House Terr. 42° 23′ 58,9″ N, 71° 6′ 59,8″ W           | Somerville |                                                   |
| 13    | Thomas Cook House                                                     | Thomas Cook House                                                     | 18. Sep. 1989 ID-Nr. 89001250          | 21 College Hill Rd. 42° 24′ 32″ N, 71° 7′ 44″ W                 | Somerville |                                                   |
| 14    | Cooper-Davenport Tavern Wing                                          | Cooper-Davenport Tavern Wing                                          | 18. Sep. 1989 ID-Nr. 89001257          | 81 Eustis St. 42° 23′ 1″ N, 71° 6′ 51″ W                        | Somerville |                                                   |
| 15    | C. C. Crowell House                                                   | C. C. Crowell House                                                   | 18. Sep. 1989 ID-Nr. 89001236          | 85 Benton Rd. 42° 23′ 23″ N, 71° 6′ 19″ W                       | Somerville |                                                   |
| 16    | Downer Rowhouses (Adams Street)                                       | Downer Rowhouses (Adams Street)                                       | 18. Sep. 1989 ID-Nr. 89001225          | 55 Adams St. 42° 23′ 40″ N, 71° 6′ 1″ W                         | Somerville |                                                   |
| 17    | Downer Rowhouses (Central Street)                                     | Downer Rowhouses (Central Street)                                     | 18. Sep. 1989 ID-Nr. 89001241          | 192-200 Central St. 42° 23′ 41″ N, 71° 5′ 59″ W                 | Somerville |                                                   |
| 18    | First Unitarian Church                                                | First Unitarian Church                                                | 18. Sep. 1989 ID-Nr. 89001264          | 130 Highland Ave. 42° 23′ 15″ N, 71° 6′ 7″ W                    | Somerville |                                                   |
| 19    | First Universalist Church                                             | First Universalist Church                                             | 18. Sep. 1989 ID-Nr. 89001262          | 125 Highland Ave. 42° 23′ 15″ N, 71° 6′ 5″ W                    | Somerville |                                                   |
| 20    | Alexander Foster House                                                | Alexander Foster House                                                | 18. Sep. 1989 ID-Nr. 89001270          | 45 Laurel St. 42° 23′ 4″ N, 71° 6′ 15″ W                        | Somerville |                                                   |
| 21    | Samuel Gaut House                                                     | Samuel Gaut House                                                     | 18. Sep. 1989 ID-Nr. 89001265          | 137 Highland Ave. 42° 23′ 17″ N, 71° 6′ 9″ W                    | Somerville |                                                   |
| 22    | The Grandview                                                         | The Grandview                                                         | 18. Sep. 1989 ID-Nr. 89001275          | 82 Munroe St. 42° 22′ 56″ N, 71° 5′ 42″ W                       | Somerville |                                                   |
| 23    | The Highland                                                          | The Highland                                                          | 18. Sep. 1989 ID-Nr. 89001260          | 66 Highland St. 42° 23′ 13″ N, 71° 5′ 55″ W                     | Somerville |                                                   |
| 24    | Hollander Blocks                                                      | Hollander Blocks                                                      | 18. Sep. 1989 ID-Nr. 89001296          | Walnut St. und Pleasant Ave. 42° 23′ 2″ N, 71° 5′ 44″ W         | Somerville |                                                   |
| 25    | Elisha Hopkins House                                                  | Elisha Hopkins House                                                  | 18. Sep. 1989 ID-Nr. 89001284          | 237 School St. 42° 23′ 30,8″ N, 71° 5′ 43,1″ W                  | Somerville |                                                   |
| 26    | House at 10 Arlington Street                                          | House at 10 Arlington Street                                          | 18. Sep. 1989 ID-Nr. 89001230          | 10 Arlington St. 42° 23′ 9″ N, 71° 4′ 57″ W                     | Somerville |                                                   |
| 27    | Houses at 28-36 Beacon Street                                         | Houses at 28-36 Beacon Street                                         | 18. Sep. 1989 ID-Nr. 89001232          | 28–36 Beacon St. 42° 22′ 31″ N, 71° 6′ 12″ W                    | Somerville |                                                   |
| 28    | House at 14 Chestnut Street                                           |                                                                       | 18. Sep. 1989 ID-Nr. 89001245          | 14 Chestnut St. 42° 22′ 29″ N, 71° 5′ 11″ W                     | Somerville | Nicht mehr existent.                              |
| 29    | House at 25 Clyde Street                                              | House at 25 Clyde Street                                              | 18. Sep. 1989 ID-Nr. 89001247          | 25 Clyde St. 42° 23′ 40,9″ N, 71° 6′ 33″ W                      | Somerville |                                                   |
| 30    | House at 72R Dane Street                                              | House at 72R Dane Street                                              | 18. Sep. 1989 ID-Nr. 89001254          | 72R Dane St. 42° 22′ 34″ N, 71° 6′ 16″ W                        | Somerville |                                                   |
| 31    | House at 21 Dartmouth Street                                          | House at 21 Dartmouth Street                                          | 18. Sep. 1989 ID-Nr. 89001255          | 21 Dartmouth St. 42° 23′ 27″ N, 71° 5′ 50″ W                    | Somerville |                                                   |
| 32    | House at 343 Highland Avenue                                          | House at 343 Highland Avenue                                          | 18. Sep. 1989 ID-Nr. 89001267          | 343 Highland Ave. 42° 23′ 38,7″ N, 71° 6′ 59″ W                 | Somerville |                                                   |
| 33    | House at 6 Kent Court                                                 | House at 6 Kent Court                                                 | 18. Sep. 1989 ID-Nr. 89001269          | 6 Kent Ct. 42° 22′ 57″ N, 71° 6′ 41″ W                          | Somerville |                                                   |
| 34    | House at 197 Morrison Avenue                                          | House at 197 Morrison Avenue                                          | 18. Sep. 1989 ID-Nr. 89001273          | 197 Morrison Ave. 42° 23′ 51,1″ N, 71° 7′ 9,6″ W                | Somerville |                                                   |
| 35    | House at 29 Mt. Vernon Street                                         | House at 29 Mt. Vernon Street                                         | 18. Sep. 1989 ID-Nr. 89001302          | 29 Mt. Vernon St. 42° 23′ 8″ N, 71° 4′ 48″ W                    | Somerville |                                                   |
| 36    | House at 81 Pearl Street                                              | House at 81 Pearl Street                                              | 18. Sep. 1989 ID-Nr. 89001277          | 81 Pearl St. 42° 23′ 5″ N, 71° 5′ 6″ W                          | Somerville |                                                   |
| 37    | House at 16-18 Preston Road                                           | House at 16-18 Preston Road                                           | 18. Sep. 1989 ID-Nr. 89001279          | 16–18 Preston Rd. 42° 23′ 1″ N, 71° 6′ 8″ W                     | Somerville |                                                   |
| 38    | House at 5 Prospect Hill                                              | House at 5 Prospect Hill                                              | 18. Sep. 1989 ID-Nr. 89001281          | 5 Prospect Hill Avenue 42° 22′ 55″ N, 71° 5′ 29″ W              | Somerville |                                                   |
| 39    | House at 35 Temple Street                                             | House at 35 Temple Street                                             | 18. Sep. 1989 ID-Nr. 89001288          | 35 Temple St. 42° 23′ 37″ N, 71° 5′ 34″ W                       | Somerville |                                                   |
| 40    | House at 42 Vinal Avenue                                              | House at 42 Vinal Avenue                                              | 18. Sep. 1989 ID-Nr. 89001290          | 42 Vinal Ave. 42° 23′ 4″ N, 71° 5′ 51″ W                        | Somerville |                                                   |
| 41    | House at 49 Vinal Avenue                                              | House at 49 Vinal Avenue                                              | 18. Sep. 1989 ID-Nr. 89001292          | 49 Vinal Ave. 42° 23′ 5″ N, 71° 5′ 49″ W                        | Somerville |                                                   |
| 42    | Samuel Ireland House                                                  | Samuel Ireland House                                                  | 18. Sep. 1989 ID-Nr. 89001299          | 117 Washington 42° 22′ 52″ N, 71° 5′ 15″ W                      | Somerville |                                                   |
| 43    | Joseph K. James House                                                 | Joseph K. James House                                                 | 11. Feb. 1998 ID-Nr. 98000095          | 83 Belmont St. 42° 23′ 18″ N, 71° 6′ 30″ W                      | Somerville |                                                   |
| 44    | Amos Keyes House                                                      | Amos Keyes House                                                      | 18. Sep. 1989 ID-Nr. 89001224          | 12 Adams St. 42° 23′ 37″ N, 71° 6′ 6″ W                         | Somerville |                                                   |
| 45    | R. A. Knight-Eugene Lacount House                                     | R. A. Knight-Eugene Lacount House                                     | 18. Sep. 1989 ID-Nr. 89001256          | 34 Day St. 42° 23′ 42,7″ N, 71° 7′ 26,5″ W                      | Somerville |                                                   |
| 46    | Langmaid Building                                                     | Langmaid Building                                                     | 18. Sep. 1989 ID-Nr. 89001259          | 48-52 Highland Ave. 42° 23′ 7″ N, 71° 5′ 45″ W                  | Somerville |                                                   |
| 47    | Langmaid Terrace                                                      | Langmaid Terrace                                                      | 18. Sep. 1989 ID-Nr. 89001237          | 359-365 Broadway 42° 23′ 39″ N, 71° 5′ 47″ W                    | Somerville |                                                   |
| 48    | Charles H. Lockhardt House                                            | Charles H. Lockhardt House                                            | 18. Sep. 1989 ID-Nr. 89001249          | 88 College Ave. 42° 23′ 57,2″ N, 71° 7′ 10,9″ W                 | Somerville |                                                   |
| 49    | George Loring House                                                   | George Loring House                                                   | 18. Sep. 1989 ID-Nr. 89001263          | 76 Highland Ave. 42° 23′ 10″ N, 71° 5′ 51″ W                    | Somerville |                                                   |
| 50    | A. L. Lovejoy House                                                   | A. L. Lovejoy House                                                   | 18. Sep. 1989 ID-Nr. 89001297          | 30 Warren Ave. 42° 22′ 53″ N, 71° 5′ 45″ W                      | Somerville |                                                   |
| 51    | Middlesex Canal Historic and Archaeological District                  | Middlesex Canal Historic and Archaeological District                  | 19. Nov. 2009 ID-Nr. 09000936          | 42° 25′ 2,3″ N, 71° 7′ 48,7″ W                                  | Somerville | Erstreckt sich bis nach Boston.                   |
| 52    | Mt. Vernon Street Historic District                                   | Mt. Vernon Street Historic District                                   | 18. Sep. 1989 ID-Nr. 89001223          | 8-24 Mt. Vernon St. 42° 23′ 8″ N, 71° 4′ 47″ W                  | Somerville |                                                   |
| 53    | Robert Munroe House                                                   | Robert Munroe House                                                   | 18. Sep. 1989 ID-Nr. 89001294          | 37 Walnut St. 42° 22′ 57″ N, 71° 5′ 46″ W                       | Somerville |                                                   |
| 54    | Mystic Pumping Station                                                | Mystic Pumping Station                                                | 18. Jan. 1990 ID-Nr. 89002255          | Alewife Brook Parkway 42° 24′ 54″ N, 71° 7′ 52″ W               | Somerville | Doppeleintrag zu Mystic Water Works (Nr. 56).     |
| 55    | Mystic Valley Parkway, Metropolitan Park System of Greater Boston MPS | Mystic Valley Parkway, Metropolitan Park System of Greater Boston MPS | 18. Jan. 2006 ID-Nr. 05001529          | Mystic Valley Parkway 42° 25′ 47″ N, 71° 7′ 49″ W               | Somerville |                                                   |
| 56    | Mystic Water Works                                                    | Mystic Water Works                                                    | 18. Sep. 1989 ID-Nr. 89001227,89002255 | Alewife Brook Parkway und Capen St. 42° 24′ 54″ N, 71° 7′ 52″ W | Somerville | Doppeleintrag zu Mystic Pumping Station (Nr. 54). |
| 57    | John F. Nichols House                                                 | John F. Nichols House                                                 | 18. Sep. 1989 ID-Nr. 89001285          | 17 Summit St. 42° 23′ 59,7″ N, 71° 7′ 10,8″ W                   | Somerville |                                                   |
| 58    | Louville V. Niles House                                               | Louville V. Niles House                                               | 18. Sep. 1989 ID-Nr. 89001276          | 97 Munroe St. 42° 22′ 59″ N, 71° 5′ 44″ W                       | Somerville |                                                   |
| 59    | Louville Niles House                                                  | Louville Niles House                                                  | 18. Sep. 1989 ID-Nr. 89001295          | 45 Walnut St. 42° 22′ 59″ N, 71° 5′ 45″ W                       | Somerville |                                                   |
| 60    | Old Cemetery                                                          | Old Cemetery                                                          | 18. Sep. 1989 ID-Nr. 89001301          | Somerville Ave. und School St. 42° 22′ 53″ N, 71° 6′ 25″ W      | Somerville |                                                   |
| 61    | Otis-Wyman House                                                      | Otis-Wyman House                                                      | 18. Sep. 1989 ID-Nr. 89001289          | 67 Thurston St. 42° 23′ 31″ N, 71° 5′ 51″ W                     | Somerville |                                                   |
| 62    | Parker-Burnett House                                                  | Parker-Burnett House                                                  | 18. Sep. 1989 ID-Nr. 89001291          | 48 Vinal Ave. 42° 23′ 5″ N, 71° 5′ 51″ W                        | Somerville |                                                   |
| 63    | Powder House Park                                                     | Powder House Park                                                     | 21. Apr. 1975 ID-Nr. 75000287          | Powder House Circle 42° 24′ 1″ N, 71° 7′ 2″ W                   | Somerville |                                                   |
| 64    | Gustavus G. Prescott House                                            | Gustavus G. Prescott House                                            | 18. Sep. 1989 ID-Nr. 89001278          | 65-67 Perkins St. 42° 23′ 3″ N, 71° 4′ 45″ W                    | Somerville |                                                   |
| 65    | The Rosebud                                                           | weitere Bilder                                                        | 22. Sep. 1999 ID-Nr. 99001125          | 381 Summer St. 42° 23′ 40″ N, 71° 7′ 17″ W                      | Somerville |                                                   |
| 66    | Philemon Russell House                                                | Philemon Russell House                                                | 18. Sep. 1989 ID-Nr. 89001282          | 25 Russell St. 42° 23′ 33,9″ N, 71° 7′ 21,9″ W                  | Somerville |                                                   |
| 67    | Susan Russell House                                                   | Susan Russell House                                                   | 18. Sep. 1989 ID-Nr. 89001286          | 58 Sycamore St. 42° 23′ 24″ N, 71° 6′ 4″ W                      | Somerville |                                                   |
| 68    | Charles Schuebeler House                                              | Charles Schuebeler House                                              | 18. Sep. 1989 ID-Nr. 89001298          | 384 Washington St. 42° 22′ 31″ N, 71° 6′ 15″ W                  | Somerville |                                                   |
| 69    | Lemuel Snow, Jr., House                                               | Lemuel Snow, Jr., House                                               | 18. Sep. 1989 ID-Nr. 89001234          | 81 Benton Rd. 42° 23′ 22″ N, 71° 6′ 20″ W                       | Somerville |                                                   |
| 70    | Somerville High School                                                | Somerville High School                                                | 18. Sep. 1989 ID-Nr. 89001261          | 93 Highland St. 42° 23′ 13″ N, 71° 5′ 55″ W                     | Somerville | Heute Standort der Somerville City Hall.          |
| 71    | Somerville Journal Building                                           | Somerville Journal Building                                           | 18. Sep. 1989 ID-Nr. 89001300          | 8-10 Walnut St. 42° 22′ 53″ N, 71° 5′ 51″ W                     | Somerville |                                                   |
| 72    | Somerville Theatre                                                    | Somerville Theatre                                                    | 26. Jan. 1990 ID-Nr. 89002330          | 55 Davis Sq. 42° 23′ 48,3″ N, 71° 7′ 22,4″ W                    | Somerville |                                                   |
| 73    | Spring Hill Historic District                                         | Spring Hill Historic District                                         | 18. Sep. 1989 ID-Nr. 89001222          | 42° 23′ 7″ N, 71° 6′ 29″ W                                      | Somerville |                                                   |
| 74    | Peter and Oliver Tufts House                                          | Peter and Oliver Tufts House                                          | 18. Sep. 1989 ID-Nr. 89001287          | 78 Sycamore St. 42° 23′ 27″ N, 71° 6′ 2″ W                      | Somerville |                                                   |
| 75    | US Post Office-Somerville Main                                        | US Post Office-Somerville Main                                        | 30. Mai 1986 ID-Nr. 86001247           | 237 Washington St. 42° 22′ 47″ N, 71° 5′ 39″ W                  | Somerville |                                                   |
| 76    | H. Warren House                                                       | H. Warren House                                                       | 18. Sep. 1989 ID-Nr. 89001283          | 205 School St. 42° 23′ 25″ N, 71° 5′ 47″ W                      | Somerville |                                                   |
| 77    | West Somerville Branch Library                                        | West Somerville Branch Library                                        | 18. Sep. 1989 ID-Nr. 89001248          | 40 College Ave. 42° 23′ 53″ N, 71° 7′ 17,6″ W                   | Somerville |                                                   |
| 78    | Charles Williams House                                                | Charles Williams House                                                | 18. Sep. 1989 ID-Nr. 89001253          | 108 Cross St. 42° 23′ 3″ N, 71° 5′ 22″ W                        | Somerville |                                                   |
| 79    | Charles Williams, Jr., House                                          | Charles Williams, Jr., House                                          | 18. Sep. 1989 ID-Nr. 89001228          | 1 Arlington St. 42° 23′ 9″ N, 71° 4′ 55″ W                      | Somerville |                                                   |
| 80    | F. G. Williams House                                                  | F. G. Williams House                                                  | 18. Sep. 1989 ID-Nr. 89001226          | 37 Albion St. 42° 23′ 26″ N, 71° 6′ 18″ W                       | Somerville |                                                   |
| 81    | Daniel Worthen House                                                  | Daniel Worthen House                                                  | 18. Sep. 1989 ID-Nr. 89001272          | 8 Mt. Pleasant St. 42° 23′ 7″ N, 71° 4′ 43″ W                   | Somerville |                                                   |
| 82    | Wright House                                                          | Wright House                                                          | 18. Sep. 1989 ID-Nr. 89001293          | 54 Vinal Ave. 42° 23′ 6″ N, 71° 5′ 51″ W                        | Somerville |                                                   |
| 83    | George Wyatt House                                                    | George Wyatt House                                                    | 18. Sep. 1989 ID-Nr. 89001233          | 33 Beacon St. 42° 22′ 31,5″ N, 71° 6′ 9,4″ W                    | Somerville |                                                   |